# Radošovice (okres Benešov)
Obec Radošovice se nachází v okrese Benešov, kraj Středočeský. Žije zde 406 obyvatel.
Ve vzdálenosti 5 km jihovýchodně leží město Vlašim, 14 km západně město Benešov, 31 km severozápadně město Říčany a 33 km jihozápadně město Sedlčany.

## Historie
První písemná zmínka o obci pochází z roku 1318.

### Územněsprávní začlenění
Dějiny územněsprávního začleňování zahrnují období od roku 1850 do současnosti. V chronologickém přehledu je uvedena územně administrativní příslušnost obce v roce, kdy ke změně došlo:
- 1850 země česká, kraj České Budějovice, politický okres Benešov, soudní okres Vlašim[4]
- 1855 země česká, kraj Tábor, soudní okres Vlašim
- 1868 země česká, politický okres Benešov, soudní okres Vlašim
- 1937 země česká, politický i soudní okres Vlašim[5]
- 1939 země česká, Oberlandrat Německý Brod, politický i soudní okres Vlašim[6]
- 1942 země česká, Oberlandrat Praha, politický okres Benešov, soudní okres Vlašim[7]
- 1945 země česká, správní i soudní okres Vlašim[8]
- 1949 Pražský kraj, okres Vlašim[9]
- 1960 Středočeský kraj, okres Benešov
- 2003 Středočeský kraj, okres Benešov, obec s rozšířenou působností Vlašim

### Rok 1932
V obci Radošovice (přísl. Lipiny u Radošovic, 468 obyvatel, katol. kostel) byly v roce 1932 evidovány tyto živnosti a obchody: 2 hostince, kovář, mlýn, pila, 2 obchody se smíšeným zbožím, Spořitelní a záložní spolek pro farní osadu Radošovickou, švadlena, trafika, truhlář.

## Části obce
- Lipiny u Radošovic
- Onšovice
- Radošovice

V letech 1850–1890 k obci patřily i Slověnice.

## Doprava
Dopravní síť
- Pozemní komunikace – Obcí prochází silnice II/113 Vlašim - Radošovice - Divišov - Chocerady.

- Železnice – Železniční trať ani stanice na území obce nejsou.

Veřejná doprava 2012
- Autobusová doprava – V obci měly zastávky autobusové linky Vlašim-Divišov-Benešov (v pracovních dny 6 spojů, o víkendu 2 spoje) a Vlašim-Praha (v pracovní dny 1 spoj) (dopravce ČSAD Benešov, a. s.).

## Turistika
- Cyklistika – Územím obce vede cyklotrasa č. 8175 Vlašim - Hrádek - Ctiboř - Nad Domašínem - Vlašim.

- Pěší turistika – Územím obce vede turistická trasa  Ledečko - Divišov - Radošovice - Domašín - Zajíčkov.

## Pamětihodnosti
- Kostel svatého Víta, jednolodní původně gotická stavba s věží v průčelí. Obdélný presbytář má gotickou křížovou klenbu a gotický portál do sakristie. Loď byla zbarokizována roku 1727, má plochý strop a zařízení z poloviny 18. století. Na severní straně je několik náhrobních kamenů ze 16. a 17. stol
- Socha svatého Jana Nepomuckého z konce 18. stol.[12]

## Osobnosti
- Josef Kohout (1910–2001), ragbista

## Galerie

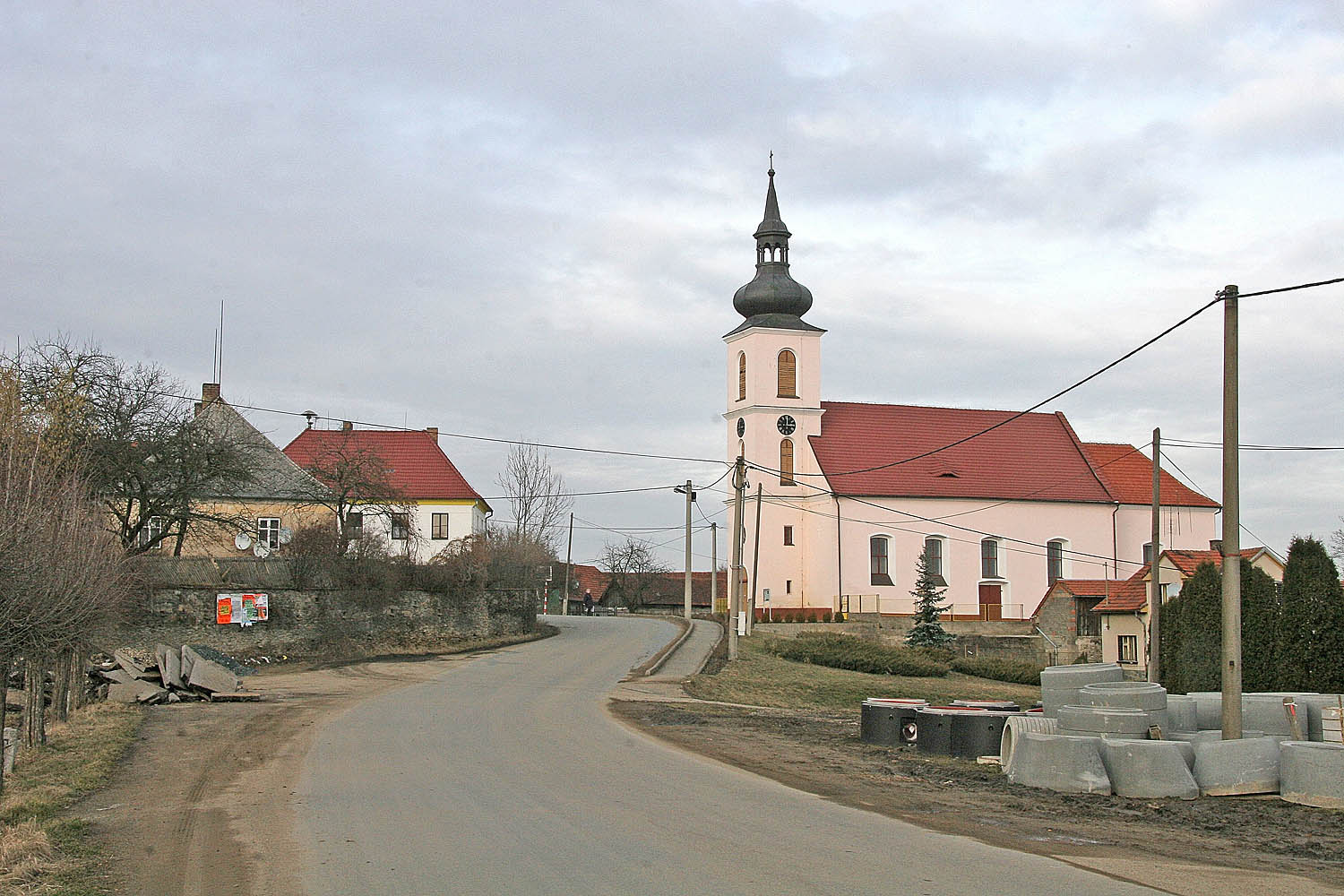
Kostel svatého Víta
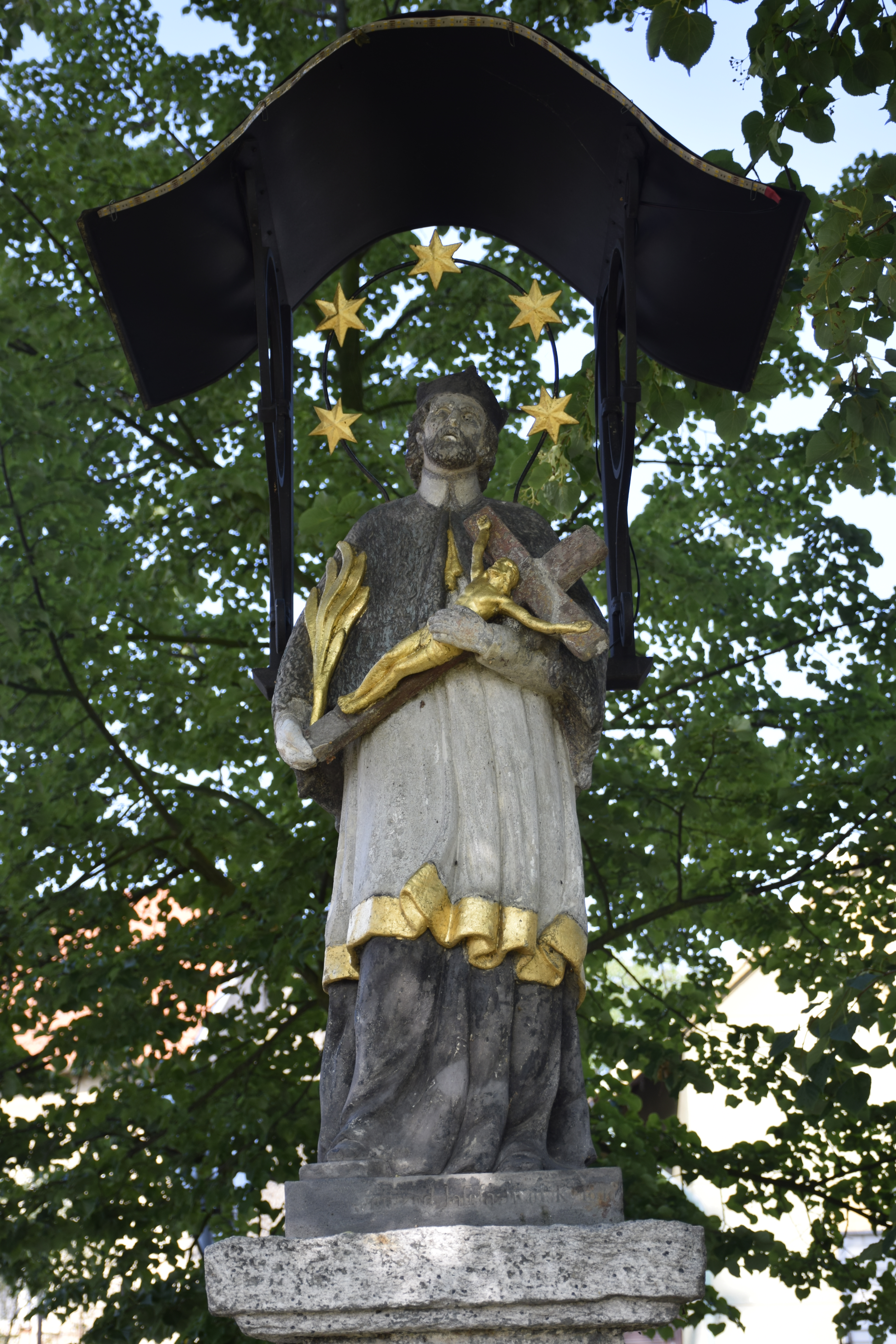
Socha světce
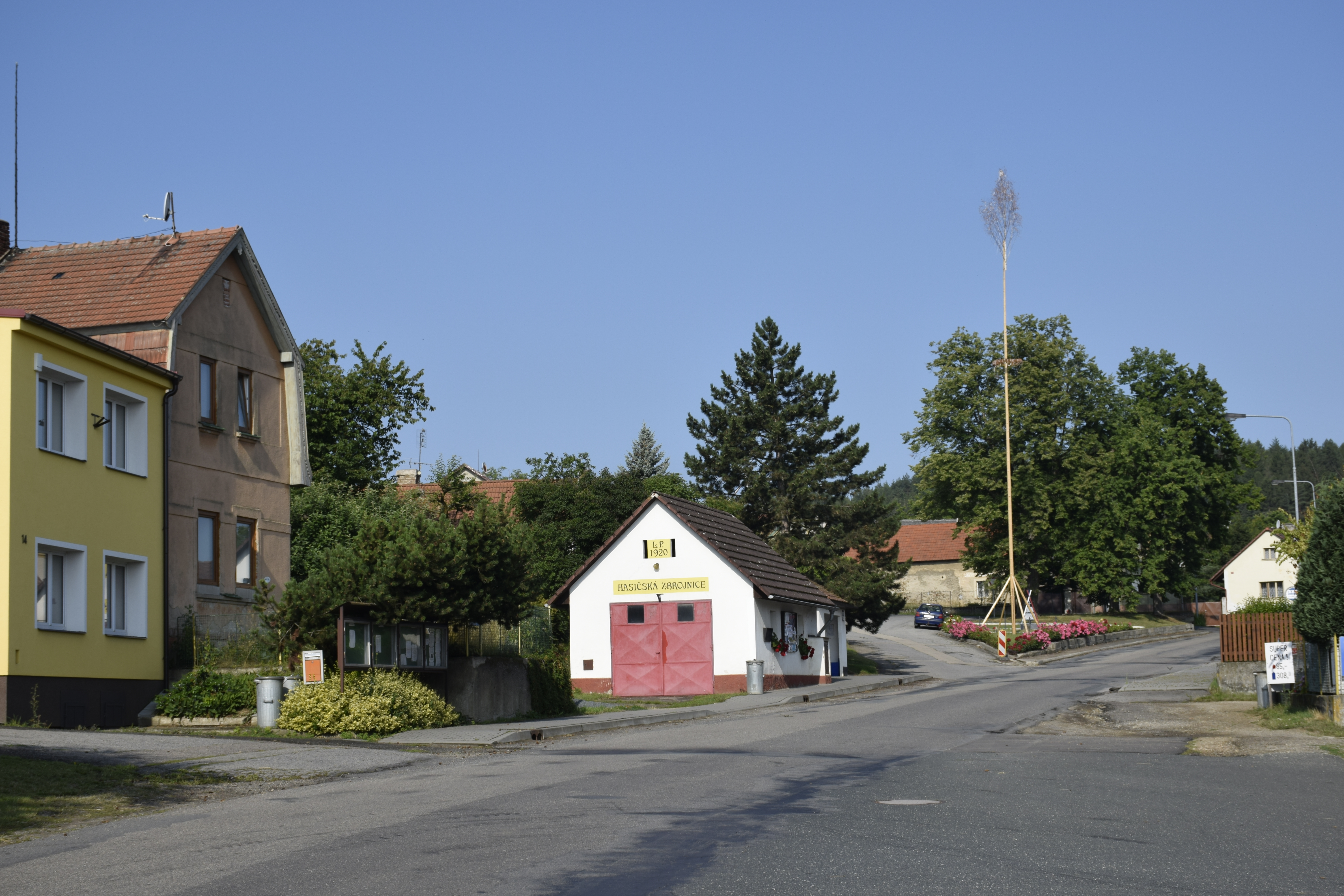
Náves s požární zbrojnicí